# Auguste Clésinger
Jean-Baptiste Auguste Clésinger (22 de outubro de 1814 - 5 de janeiro de 1883) foi um escultor e pintor francês do século XIX.

## Vida

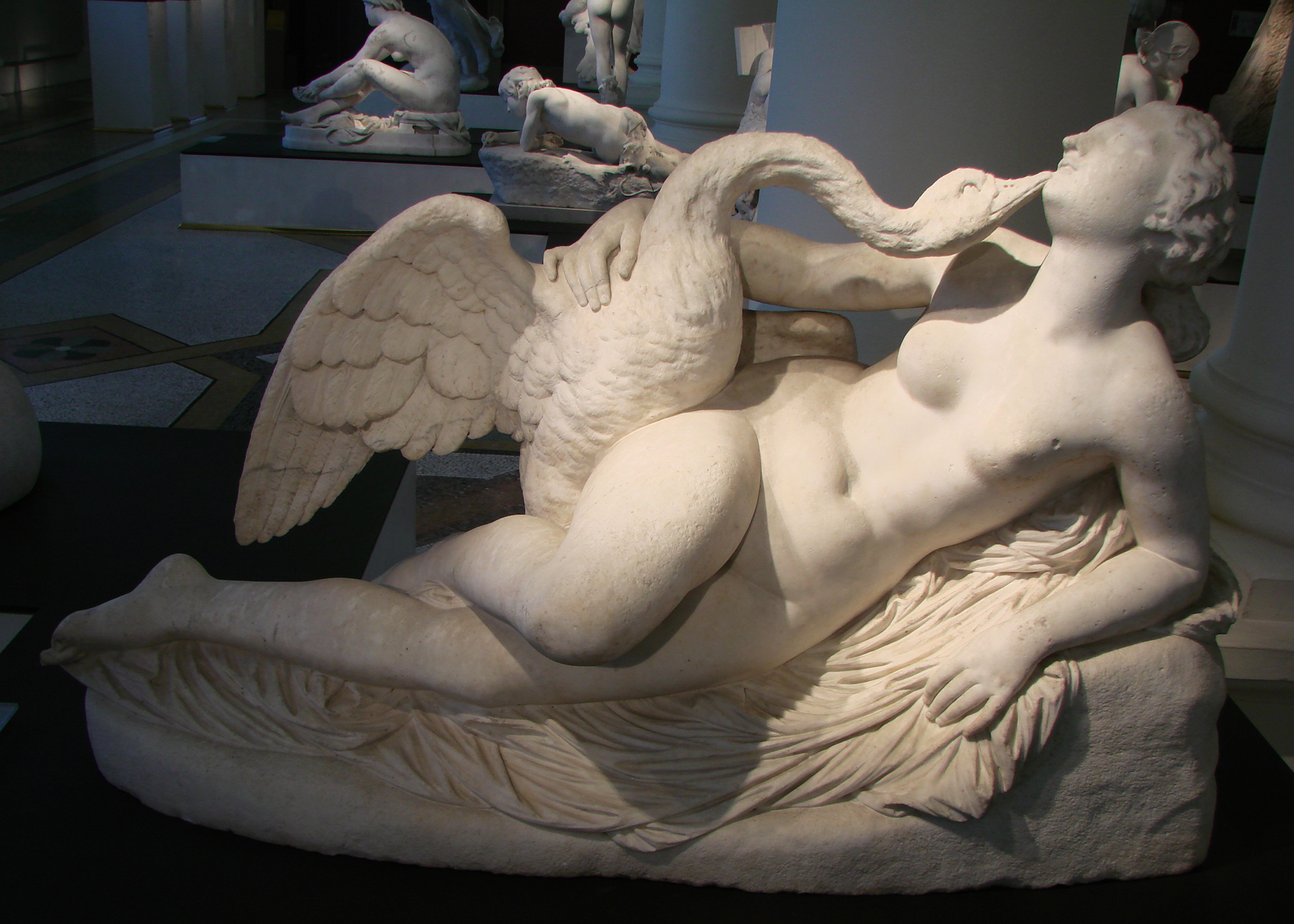
Leda e o cisne, Musée de Picardie, Amiens

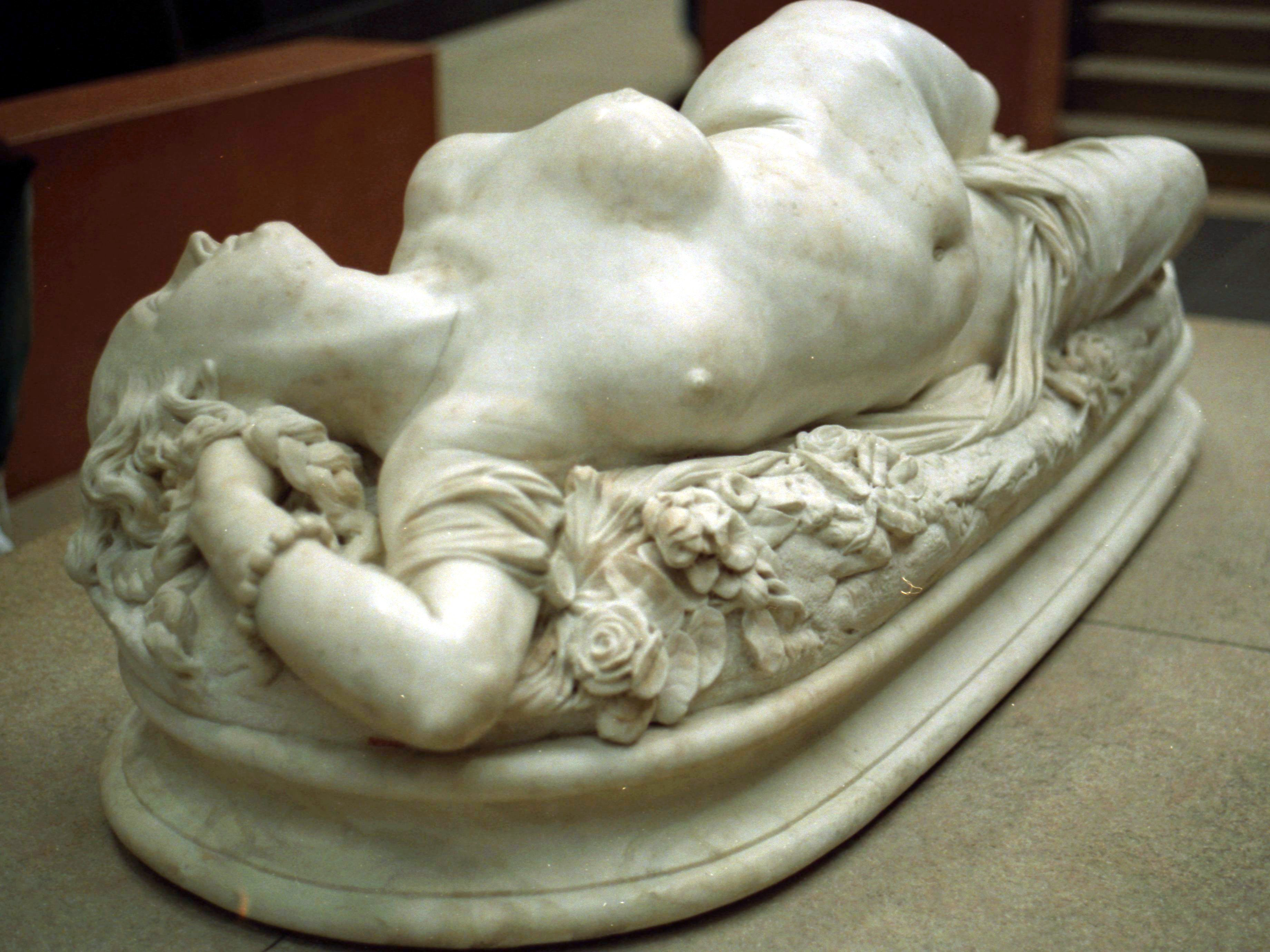
Mulher mordida por uma serpente, 1847, mármore, Musée d'Orsay

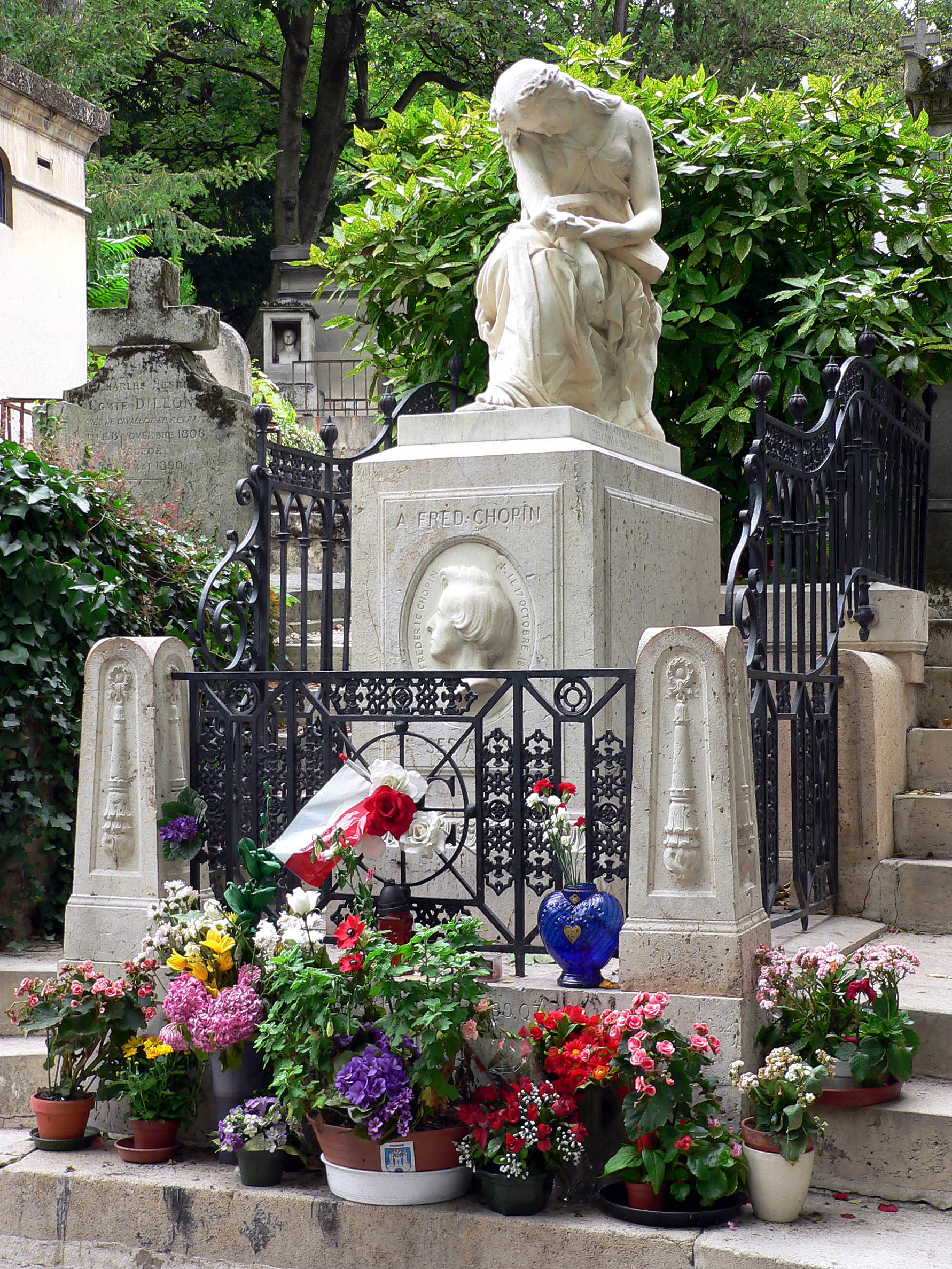
Euterpe, musa da música, monumento funerário no túmulo de Frédéric Chopin, Cemitério Père Lachaise em Paris, por Auguste Clésinger (1850)

Auguste Clésinger nasceu em Besançon, no departamento de Doubs, na França. Seu pai, Georges-Philippe, era escultor e treinou Auguste na arte. Auguste expôs pela primeira vez no Salão de Paris em 1843 com um busto do visconde Jules de Valdahon e exibido pela última vez em 1864. No Salão de 1847, ele criou uma sensação com sua Mulher mordida por uma serpente, produzida a partir de moldes de seu modelo Apollonie Sabatier (sendo a pose particularmente adequada para tal método), reforçando assim o escândalo com uma dimensão erótica. Appolonie Sabatier era uma salonnière e amante de Charles Baudelaire e outros. A beleza da escultura foi elogiada por Théophile Gautier

Clésinger resolveu esse problema de fazer beleza sem fofura, sem afetação, sem maneirismo, com uma cabeça e um corpo de nossa época, em que se pode reconhecer sua amante se for bela.
Clésinger também retratou Sabatier como ela mesma, em uma escultura de mármore de 1847 agora no Musée d'Orsay.
Ele produziu bustos de Rachel Félix e de Théophile Gautier, e uma estátua de Louise of Savoy (agora no Jardin du Luxembourg). Recebeu a cruz de cavaleiro da Légion d'honneur em 1849 e ascendeu a oficial da ordem em 1864. Em 1847, casou-se com a filha de George Sand, Solange Dudevant. Em 1849, o casal teve uma filha, Jeanne, apelidada de Nini, que morreu em 1855 logo após a separação de seus pais.
Com a morte do compositor-pianista Frédéric Chopin em 17 de outubro de 1849, Clésinger fez a máscara mortuária de Chopin e um elenco de suas mãos. Ele também esculpiu, em 1850, o monumento funerário de mármore branco de Euterpe, a musa da música, para o túmulo de Chopin no Cemitério Père Lachaise, em Paris.
Clésinger morreu em Paris em 5 de janeiro de 1883. Ele está enterrado no Cemitério Père Lachaise (divisão 10). Seu herdeiro foi seu modelo e amante Berthe de Courrière.

## Trabalhos selecionados
- 1847 : Mulher mordida por uma serpente, mármore, Musée d'Orsay
- 1848 : Bacchante, uma variação após a Mulher mordida por uma serpente, mármore, Musée du Petit-Palais
- 1847 : Louise of Savoy, estátua de pedra, Jardin du Luxembourg
- 1857 : Batalha dos touros romanos, gesso pintado, Musée des Beaux-Arts de Besançon
- 1857 : O infante Hércules estrangulando as serpentes da Inveja, bronze, Musée d'Orsay
- 1869 : Nereid groupe en marbre, Musée des Beaux-Arts et d'archéologie de Besançon
- 1854 : Safo, gesso, Musée municipal de Châlons-en-Champagne
- 1865 : Femme à la rose, bronze, Musée d'Orsay

### Arte bíblica
Ele produziu estátuas em tamanho natural para as capelas laterais da Église de la Madeleine em Besançon, da Via Dolorosa, da Pietà, do Sepultamento, da Ressurreição e da Ascensão.
|  |  |  |  |